# Incidente del Boeing 727 di Ariana Afghan Airlines del 1998
Il 19 marzo 1998, un Boeing 727 passeggeri operato da Ariana Afghan Airlines si schiantò durante l'avvicinamento a Kabul, in Afghanistan, uccidendo tutte le 45 persone a bordo. Il volo potrebbe essere stato coinvolto in operazioni di contrabbando coi militanti islamici, poiché Ariana era in quel momento controllata dal regime dell'Emirato islamico dell'Afghanistan guidato dai talebani.

## L'aereo
Il volo venne operato da un Boeing 727-228, registrato come YA-FAZ. L'aereo aveva volato per la prima volta il 22 gennaio 1981, il che significa che al momento dell'incidente aveva 17,2 anni.

## L'incidente
Il volo era partito dalla città di Sharjah negli Emirati Arabi Uniti in direzione di Kabul con scalo a Kandahar, in Afghanistan. Durante la discesa verso l'aeroporto internazionale di Kabul, il 727 colpì il monte Sharki Baratayi a un'altitudine di 2.700 piedi (820 m) alle 13:00 ora locale. L'incidente uccise tutti i 10 membri dell'equipaggio e 35 passeggeri. Il tempo meteorologico nel momento dell'incidente era stato segnalato come pessimo, con neve, pioggia e scarsa visibilità nella zona.

## Conseguenze
Durante le operazioni di soccorso i membri del regime talebano e funzionari di Ariana avrebbero trasportato 32 sacchi da cadavere e altri 15 sacchi con le parti del corpo recuperate dalla montagna. I soccorsi subirono un ritardo a causa del maltempo e dell'incendio del relitto dell'aereo fino alle 03:00 (ora locale) del giorno successivo. Il tentativo di salvataggio fu reso difficile anche dalle mine piantate nell'area durante la guerra sovietico-afghana. Il 20 marzo un funzionario di Ariana dichiarò che l'aereo trasportava 32 passeggeri e 13 membri d'equipaggio.
Nonostante il ritrovamento delle scatole nere dell'aereo, non c'è traccia né di un rapporto né di un'indagine per determinare le cause dell'incidente o il destino delle scatole nere (forse una conseguenza dell'isolamento internazionale del regime talebano). Il direttore generale di Ariana Afghan Airlines, Hassan Jan, ha affermato che l'incidente era stato provocato dal maltempo.
L'incidente è stato uno dei numerosi disastri che hanno portato all'interdizione di Ariana Airlines dallo spazio aereo dell'UE.

## Operazioni talebane e di al-Qaeda
Secondo un articolo del Los Angeles Times del novembre 2001 questo volo potrebbe essere stato uno dei tanti coinvolti in una serie di corse di contrabbando che trasportavano armi, denaro, droga e militanti islamici tra Sharjah, Pakistan e Afghanistan. Secondo quanto riferito, i passeggeri di questi voli includevano militanti di entrambi i movimenti di Al Qaida e talebani, l'ultimo dei quali ha governato la maggior parte dell'Afghanistan tra il 1996 e il 2001, mentre ospitava anche Osama bin Laden. Dato che il regime controllava la maggior parte della flotta e delle risorse di Ariana, così come gli aeroporti di Kandahar e Kabul, i talebani facilitavano i voli, contribuendo a fornire ai militanti carte d'identità fasulle e falsi membri dell'equipaggio. Secondo il rapporto del LA Times, i piloti di questo particolare volo potrebbero essere stati gli stessi talebani. La storia racconta di un incidente dell'agosto 1996, in cui la milizia di Ahmad Shah Massoud bloccò un 727 di Ariana che stava per partire dall'aeroporto di Jalalabad pieno di oppio nascosto in un finto carico di legname. Secondo quanto riferito, i funzionari dell'intelligence statunitense erano a conoscenza di questi voli e dell'uso che faceva il regime talebano con Ariana Afghan.